# 雷祖诞降地
雷祖诞降地，位于中国广东省湛江市雷州市附城镇英山南村，为湛江市雷州市的一个市级文物保护单位，类型为古建筑，公布时间为1994年9月13日。
雷祖诞降地的历史年代为唐代。